# Flogny-la-Chapelle
Flogny-la-Chapelle – miejscowość i gmina we Francji, w regionie Burgundia-Franche-Comté, w departamencie Yonne.
Według danych na rok 1999 gminę zamieszkiwało 1099 osób, a gęstość zaludnienia wynosiła 46 osób/km² (wśród 2044 gmin Burgundii Flogny-la-Chapelle plasuje się na 216. miejscu pod względem liczby ludności, natomiast pod względem powierzchni na miejscu 318.).